# Internet (rete di computer)
Un'internet

Diagramma semplificato di una internet

o internetwork, è un tipo di rete di computer che si contraddistingue per il fatto di collegare tra loro più reti locali o geografiche autonome, di natura e di estensione diversa.
Esempio per eccellenza di questo tipo di rete di computer è Internet, l'omonima rete di computer mondiale ad accesso pubblico.
Questo tipo di rete è reso possibile dall'adozione di un insieme comune di protocolli di comunicazione noto come Internet protocol suite o TCP/IP, dal nome dei due protocolli principali. Questi costituiscono le convezioni utilizzate dai computer collegati attraverso la rete per scambiare dati in modo indipendente dai dettagli costruttivi di ciascuna macchina, garantendo così l'interoperabilità tra sistemi e sottoreti diverse.

## Etimologia
Il termine "internet" è stato mutuato dall'inglese, dove nasce come acronimo di "interconnected networks" (lett. "reti interconnesse" in italiano). Il termine venne utilizzato per la prima volta nel 1975, nella definizione del Transmission Control Protocol,
per indicare l'interconnessione tra reti di computer distinte.
In quegli anni convivevano diversi standard di comunicazione per le reti di computer e la loro interconnessione era considerata un importante obiettivo. Successivamente al consolidarsi della posizione di IP (definito nell'RFC 791) come protocollo generico di comunicazione interno ad una rete, il significato del termine "internet" si modifica per indicare la rete di interconnessione basata sull'associazione TCP/IP e tale significato è quello che mantiene tuttora.

## Storia
L'interesse verso l'interconnessione di reti informatiche indipendenti inizio a crescere negli anni sessanta. In quel periodo gli Stati Uniti d’America, impegnati nella guerra fredda, elaborarono un nuovo sistema di difesa e di controspionaggio.
La prima pubblicazione scientifica in cui si teorizza una rete di computer mondiale ad accesso pubblico è On-line man computer communication dell'agosto 1962, pubblicazione scientifica degli statunitensi Joseph Licklider e Welden E. Clark. Nella pubblicazione Licklider e Clark, ricercatori del Massachusetts Institute of Technology, danno anche un nome alla rete da loro teorizzata: "Intergalactic Computer Network".
Prima che tutto ciò cominci a diventare una realtà pubblica occorrerà attendere il 1991 quando il governo degli Stati Uniti d'America emana la High performance computing act, la legge con cui per la prima volta viene prevista la possibilità di ampliare, per opera dell'iniziativa privata e con finalità di sfruttamento commerciale, una rete Internet fino a quel momento rete di computer mondiale di proprietà statale e destinata al mondo scientifico. Questo sfruttamento commerciale viene subito messo in atto anche dagli altri Paesi.

### ARPANET

Mappa di ARPANET nel 1974

La prima rete internet di rilievo continentale, nonché precursore della Internet globale, è stata ARPANET. Il progetto è stato finanziato dalla DARPA (un'agenzia dipendente dal Ministero della Difesa statunitense ).
In una nota del 25 aprile 1963, Licklider aveva espresso l'intenzione di collegare tutti i computer e i sistemi di time-sharing in una rete continentale. Avendo lasciato l'ARPA per un posto all'IBM l'anno seguente, furono i suoi successori che si dedicarono al progetto ARPANET.
Il contratto fu assegnato all'azienda da cui proveniva Licklider, la Bolt, Beranek and Newman (BBN) che utilizzò i minicomputer di Honeywell come supporto. La rete venne fisicamente costruita nel 1969 collegando quattro nodi: l'Università della California di Los Angeles, l'SRI di Stanford, l'Università della California di Santa Barbara, e l'Università dello Utah. L'ampiezza di banda era di 50 kbps. Negli incontri per definire le caratteristiche della rete, vennero introdotti i fondamentali Request for Comments, tuttora i documenti fondamentali per tutto ciò che riguarda i protocolli informatici della rete e i loro sviluppi.
I primi nodi si basavano su un'architettura client/server, e non supportavano quindi connessioni dirette (host-to-host). Le applicazioni eseguite erano fondamentalmente Telnet e i programmi di File Transfer Protocol (FTP). Il servizio di posta elettronica fu inventata da Ray Tomlinson della BBN nel 1971, derivando il programma da altri due: il SENDMSG per messaggi interni e CPYNET, un programma per il trasferimento dei file. L'anno seguente Arpanet venne presentata al pubblico, e Tomlinson adattò il suo programma per funzionarvi: divenne subito popolare, grazie anche al contributo di Larry Roberts che aveva sviluppato il primo programma per la gestione della posta elettronica, RD.

### Da ARPANET a Internet

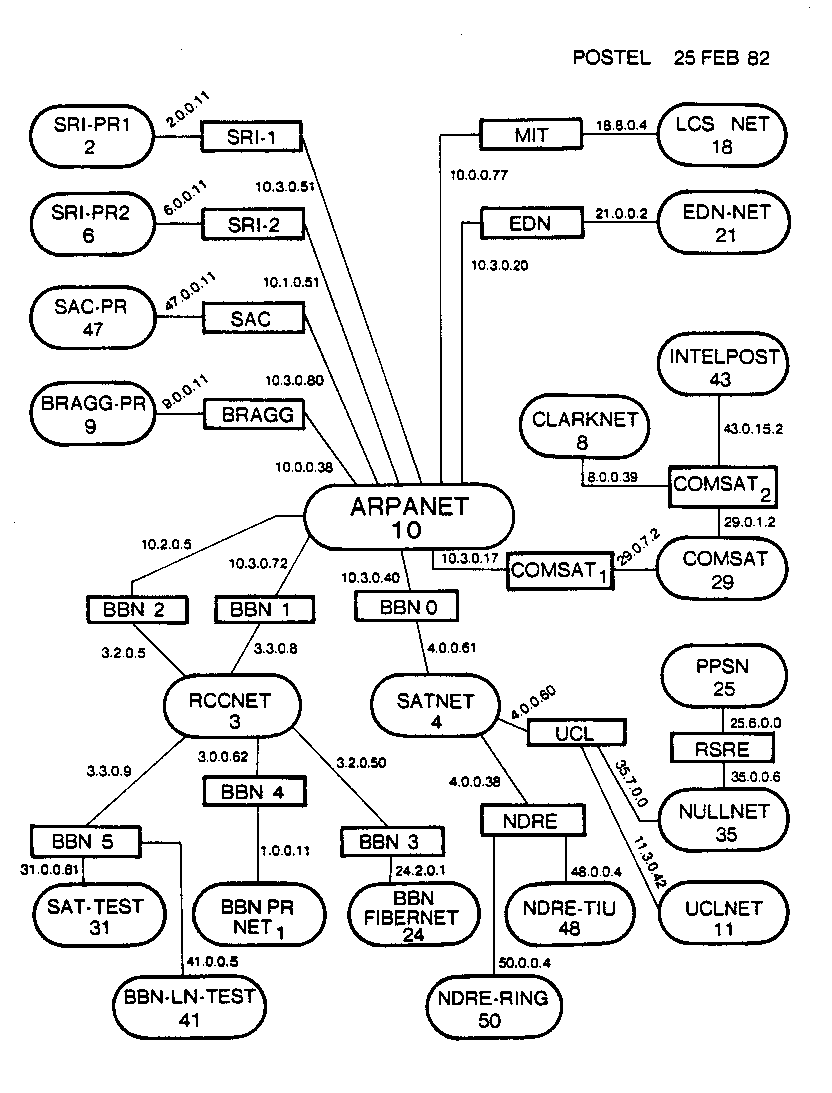
La rete Internet nel 1982

In pochi anni, ARPANET allargò i suoi nodi oltreoceano, contemporaneamente all'avvento del primo servizio di invio pacchetti a pagamento: Telenet della BBN. In Francia si inizia la costruzione della rete CYCLADES sotto la direzione di Louis Pouzin, mentre la rete norvegese NORSAR permette il collegamento di Arpanet con lo University College di Londra. L'espansione proseguì sempre più rapidamente, tanto che il 26 marzo del 1976 la regina Elisabetta II spedì un'email alla sede del Royal Signals and Radar Establishment.

### Diffusione

Utenti Internet, espressi in percentuale della popolazione per nazione, nel 2023

Se prima del 1993 Internet voleva essere una rete dedicata alle comunicazioni all'interno della comunità scientifica e tra le associazioni governative e amministrative, da tale anno si assiste alla diffusione costante di accessi alla rete da parte di computer di utenti privati fino ad arrivare al 1998 con centinaia di milioni di computer connessi in rete in parallelo alla diffusione sempre più spinta di PC nel mondo, all'aumento dei contenuti e servizi offerti dal Web e a modalità di navigazione sempre più usabili, accessibili e user-friendly nonché a velocità di trasferimento dati a più alta velocità passando dalle connessioni ISDN alle moderne connessioni V.90 e a banda larga, quest’ultime tramite sistemi DSL. Questa è la situazione di diffusione di Internet nel mondo occidentale, mentre nel secondo e terzo mondo il tasso di penetrazione è ovviamente inferiore, ma in continua crescita grazie al progressivo riammodernamento delle infrastrutture di reti di telecomunicazioni.

### Evoluzione
Fino all'anno 2000 si è temuto di dover ricreare ex novo l'intera Internet perché il numero degli host indirizzabile attraverso il protocollo IP era vicino a essere esaurito (IP shortage) dal numero di host realmente collegati (oltre alla necessaria ridondanza e alle perdite per motivi sociali).
Il problema è stato parzialmente evitato (o posticipato) con l'introduzione della tecnica del NAT mediante la quale una rete non ha bisogno di un range ampio di indirizzi IP fissi, ma può utilizzarne uno più ridotto con anche un buon risparmio economico.
Parallelamente, come soluzione definitiva, si è creato il protocollo IPv6 e relativi protocolli di transizione, che permettono di superare varie limitazioni delle architetture attuali, tra cui quella della dimensione dello spazio di indirizzamento.

## Caratteristiche
Le caratteristiche della rete possono essere descritte attraverso la sua struttura fisica (topologia, nodi, collegamenti trasmissivi e apparati di rete), e attraverso il suo funzionamento a livello logico.

### Struttura fisica

Topologia tipica di una internet

Una internet è costituita da varie reti autonome (Autonomous System) interconnesse tra loro attraverso collegamenti dedicati, che possono essere dei tipi più svariati.
In molti casi, per facilitare il collegamento tra molte reti diverse in una stessa area geografica, vengono create delle reti apposite, generalmente gestite da entità terze, che fungono da punto di interscambio (Internet exchange).
In generale a livello fisico una internet può essere vista come una complessa interconnessione di nodi con funzionalità di inoltro, appoggiata a collegamenti trasmissivi di vario tipo, sia cablati sia wireless (fibre ottiche, cavi coassiali, doppini telefonici, cavi elettrici in posa anche in strutture idrauliche, collegamenti sottomarini, collegamenti satellitari, collegamenti a radiofrequenza (WiFi) e su ponti radio) che consentono l'interconnessione traspantente da estremo a estremo (end to end) di nodi arbitrari.
La velocità di trasmissione tra due nodi è in ogni caso limitata dalle prestazioni delle varie sottoreti e collegamenti attraversati, che fungono quindi da "collo di bottiglia", o da eventuali situazioni di congestione del traffico.

### Funzionamento logico

La pila dei protocolli OSI

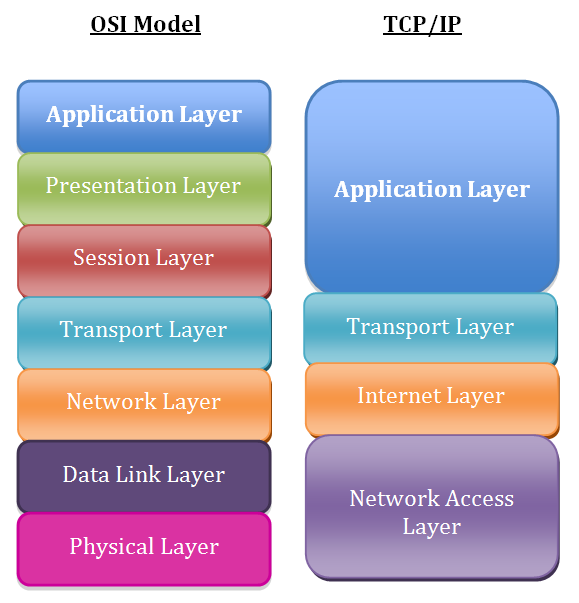
Confronto tra modello OSI e TCP/IP

Il grande risultato derivante della nascita e dell'affermazione della Internet globale è stata la creazione di uno standard de facto da parte di ARPA tra i protocolli di comunicazione che, in aggiunta ai protocolli di rete locale, interoperasse e gestisse in maniera affidabile a un livello logico superiore tutte le varie reti interagenti, consentendo ai più diversi enti e agenti (governi, società nazionali o sovranazionali, dipartimenti universitari) di scambiarsi dati grazie a un protocollo comune, il TCP/IP, relativamente indipendente da specifiche hardware proprietarie, da sistemi operativi e dai formati dei linguaggi di comunicazione degli apparati di rete.
Dal punto di vista trasmissivo e informativo ciò che viaggia nella rete sono i pacchetti dati, che costituiscono l'unità minima di informazione in questo vasto sistema di comunicazione. Tali pacchetti viaggiano nei link e nodi interni di rete usando una tecnica di commutazione nota come commutazione di pacchetto che consente di condividere più di un possibile cammino piuttosto che fare uso di un percorso unico dedicato e fisso come accade invece nella classica commutazione di circuito della rete telefonica. In pratica i pacchetti dati di una comunicazione che viaggiano da un host all'altro non seguono percorsi di instradamento predefiniti, ma quelli più congeniali nel preciso momento di attraversamento in base alla disponibilità fisica di collegamento dei link della rete e/o alle condizioni di congestione della rete stessa. Di conseguenza i pacchetti di una stessa comunicazione possono seguire percorsi diversi verso lo stesso destinatario.